# Ізмалково
Ізмалково (рос. Измалково) — село у Одинцовському районі Московської області Російської Федерації

## Розташування
Село Акулово входить до складу міського поселення Одинцово, воно розташовано поруч із Мінським шосе. Найближчі населені пункти, Будинку відпочинку МПС «Берізка», Переделкі, Москворецького ліспаркгоспу, Вирубово. Найближча залізнична станція Одинцово.

## Населення
Станом на 2010 рік у селі проживало 97 людей